# 양권석
양권석(1957년 8월 14일 - )은 성공회 사제, 신부이자 성공회대학교 총장이다. 한국항공대학교, 한신대학교, 영국 버밍엄대학교에서 공부하였으며,전공은 성서해석학, 선교학이다. 1991년 사제서품을 받았다. 성공회대학교 신학전문대학원에서 성서해석학을 강의하고 있으며, 2008년 9월 성공회대학교 이사회에 의해 총장으로 임명되었다. 성공회 신명은 예레미야이다.